# Protonema

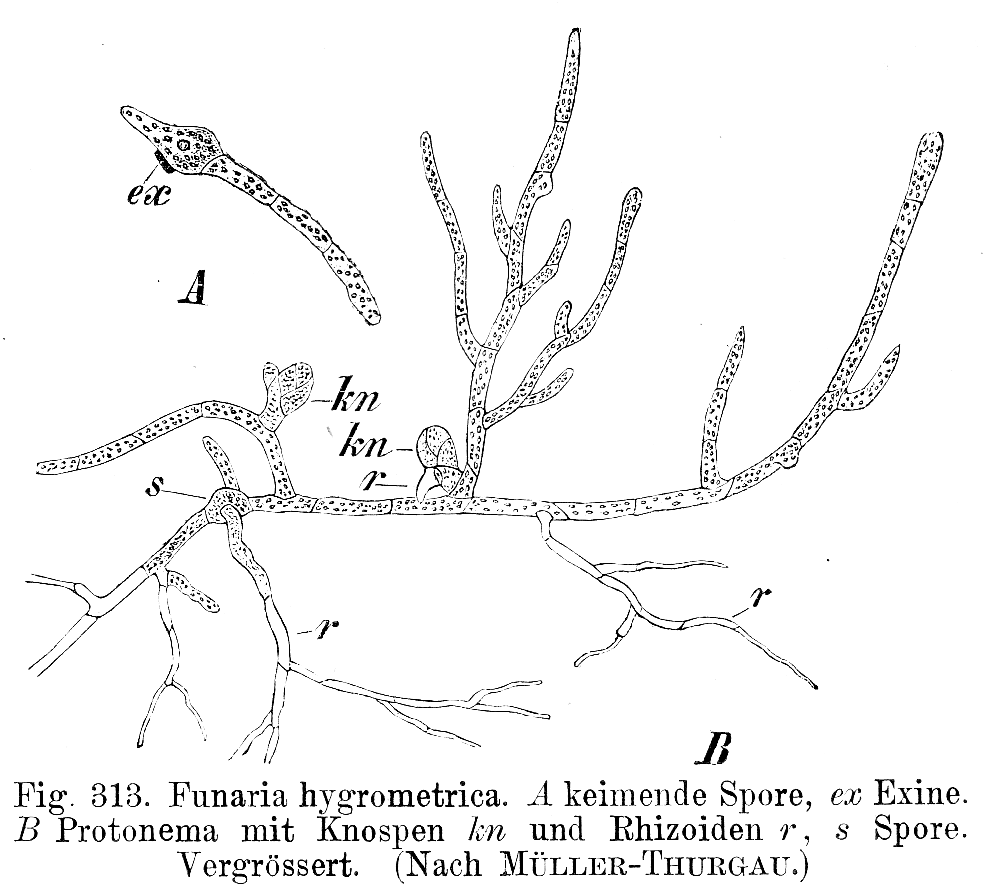
Protonema von Funaria hygrometrica

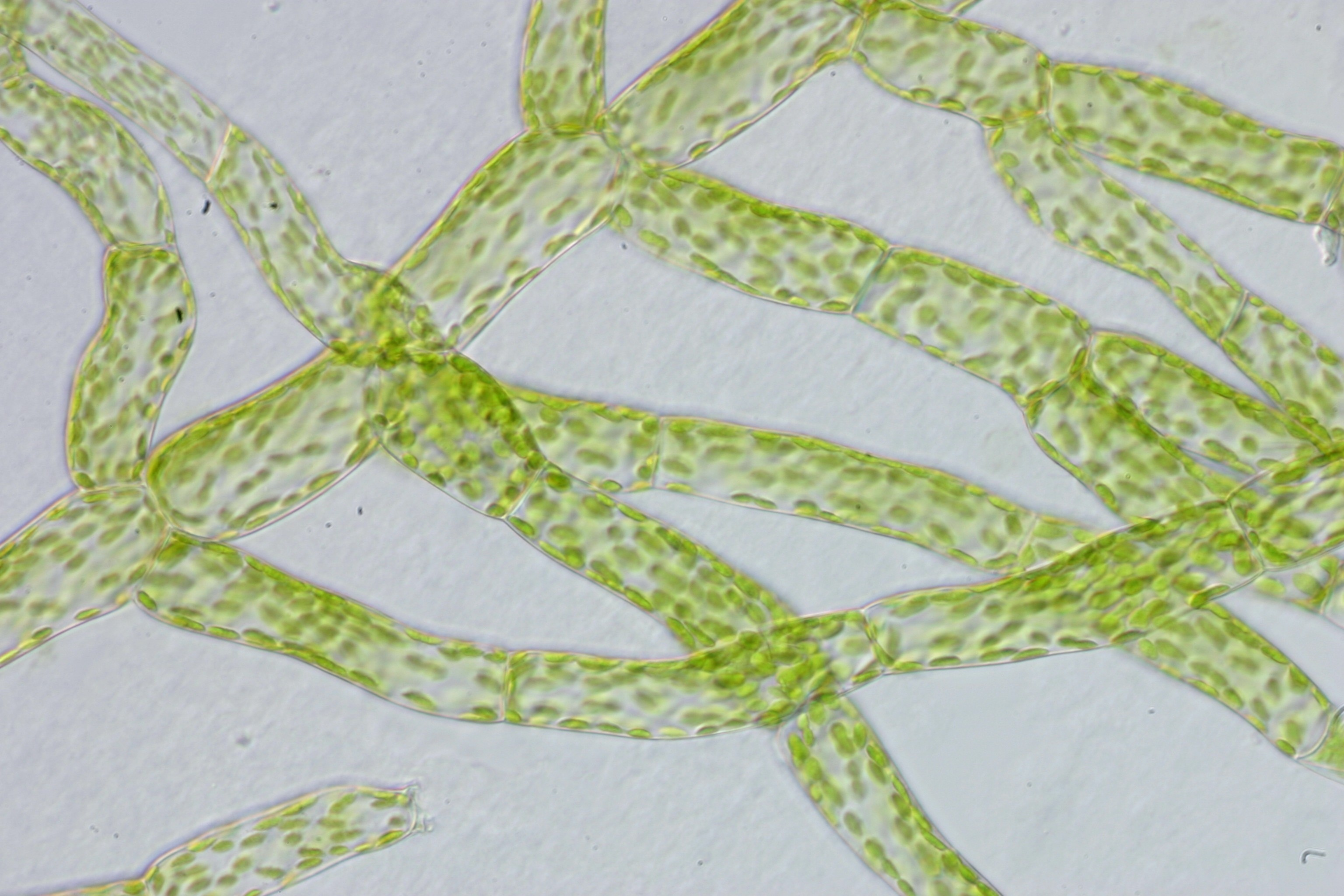
Protonemazellen des Laubmooses Physcomitrella patens

Beim Protonema handelt es sich um den Vorkeim der Moose: Fällt eine Moosspore auf den Boden, so wächst sie nicht sofort zu einem neuen Moospflänzchen aus, sondern bildet zunächst das Protonema. Erst wenn dieses groß genug ist, bildet es Knospen, aus denen die Moospflanze wächst. Während die Zellen des Protonemas sich durch apikales Spitzenwachstum mittels einschneidiger Scheitelzelle teilen, markiert die Knospenbildung den Übergang zum Wachstum mittels dreischneidiger Scheitelzelle.
Das Protonema hat bei den einzelnen Moosgruppen ganz unterschiedliche Formen. Bei der großen Gruppe der Bryidae besteht es aus grünen, einzelligen Zellfäden. Bei den Torfmoosen besteht es aus einem kleinen Thallus. Bei den Klaffmoosen ist es bandförmig.